# Makkawiejewo
Makkawiejewo (ros. Маккавеево) – wieś w Rosji, w Kraju Zabajkalskim, w rejonie czytyńskim. W 2010 liczyła 4145 mieszkańców.